# وسپا (استان اشوی‌داشکسیه)
وسپا (به لهستانی: Wyspa) یک منطقهٔ مسکونی در لهستان است که در گمینا زاویخوست واقع شده‌است.